# Marivana Oliveira
Marivana Oliveira da Nóbrega (Maceió, 5 de fevereiro de 1990) é uma arremessadora de peso paralímpica brasileira.

## Biografia e carreira
Marivana é natural de Maceió, no Alagoas. Ela nasceu com paralisia cerebral causada por uma falta de oxigenação durante o parto e só começou a andar aos sete anos, quando sua família teve condições financeiras de custear uma cirurgia.
Nos Jogos Paralímpicos da Rio 2016, Marivana foi medalhista de bronze no arremesso de peso classe F35 com 9,28m, melhor marca de sua carreira.
Em julho de 2018, disputou o Grand Prix de Berlim de Atletismo Paralímpico, onde ficou em 11.º lugar no lançamento de disco com a marca de 19m83. Em agosto do mesmo ano, Marivana competiu na segunda etapa nacional do Circuito Loterias Caixa de Atletismo, no CT Paralímpico, em São Paulo, onde obteve a marca de 9,33m, em sua quinta tentativa, quebrando o recorde das Américas do arremesso de peso classe F35. O recorde anterior era dela própria, com 9,28m.
Em maio de 2019, no Grand Prix do Arizona de Atletismo Paralímpico, ela foi ouro no arremesso de peso com 9m47. Em novembro, participou do Mundial de Atletismo Paralímpico, onde faturou a medalha de prata no arremesso do peso da classe F35, ela atingiu a distancia de 9,44m.
Nos Jogos Paralímpicos de Tóquio 2020 ela obteve a medalha de prata no arremesso de peso onde coneguiu atingir a distancia 9,15m.

## Principais conquistas
Jogos Paralímpicos
- Prata – arremesso de peso (Tóquio 2020)[3]
- Bronze – arremesso de peso (Rio 2016)[3]

Jogos Parapan-Americanos
- Bronze – arremesso de peso (Lima 2019)[3]

Campeonato Mundial de Atletismo Paralímpico
- Bronze – arremesso de peso (Doha 2015)[3]
- Bronze – arremesso de peso (Dubai 2019)[3]